# Neuburg-Schrobenhausen
Neuburg-Schrobenhausen là một huyện ở bang Bayern, Đức. Huyện này giáp các huyện (từ phía đông theo chiều kim đồng hồ): các huyện of Pfaffenhofen, Aichach-Friedberg, Donau-Ries và Eichstätt, và giáp thành phố Ingolstadt.
Huyện đã được lập năm 1972 thông qua việc sáp nhập các huyện cũ Neuburg và Schrobenhausen.

## Thị xã và đô thị
| Thị xã                                    | Đô thị                                                                                                | |
| ----------------------------------------- | --- | --- |
| 1. Neuburg an der Donau 2. Schrobenhausen | 1. Aresing 2. Berg im Gau 3. Bergheim 4. Brunnen 5. Burgheim 6. Ehekirchen 7. Gachenbach 8. Karlshuld | 1. Karlskron 2. Königsmoos 3. Langenmosen 4. Oberhausen 5. Rennertshofen 6. Rohrenfels 7. Waidhofen 8. Weichering |